# Uapití de l'Altai
El uapití de l'Altai (Cervus canadensis sibiricus) és una subespècie de uapití que viu als turons boscosos del sud de Sibèria, el nord-oest de Mongòlia i el nord de la província xinesa de Xinjiang. Es diferencia del uapití de Tian Shan perquè és més petit i de color més pàl·lid. Té una llargada de cap a gropa de 250–265 cm i una alçada a la creu de 140–155 cm. Els mascles adults poden arribar a pesar més de 300 kg. Els uapitís de l'Altai solen viure en petits ramats. Els mascles joves comencen a desenvolupar les banyes a l'edat d'un any. La mida d'aquestes banyes assoleix el seu zenit en mascles d'entre sis i dotze anys. La muda de les banyes es produeix entre la primavera i l'estiu de cada any. La longevitat d'aquests animals és d'entre 12 i 14 anys en estat salvatge i entre 25 i 30 anys en captivitat.